# Australian Open

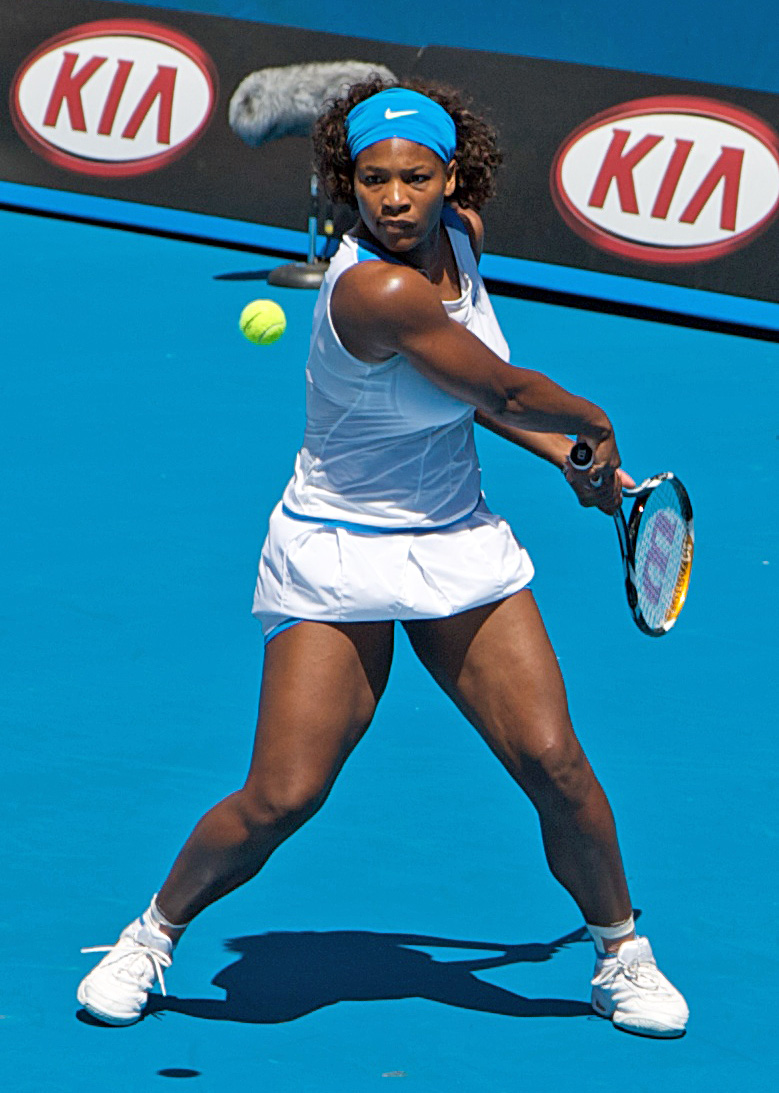
Serena Williamsová vyhrála sedm titulů

Australian Open, The Grand Slam of Asia/Pacific, je jeden ze čtyř tenisových turnajů nejvyšší kategorie – Grand Slamu, každoročně hraný v druhé polovině ledna a jediný na jižní polokouli. Úvodní ročník se konal v listopadu 1905 jako amatérské mezinárodní mistrovství Australásie a do roku 1927 nesl název Australasian Championships. Poté, až do počátku otevřené éry tenisu v roce 1968 se jmenoval Australian Championships. V sezóně 1969 byl turnaj poprvé otevřen profesionálním tenistům, což odráží část „Open“ v názvu. Nejvyšší počet deseti titulů v mužské dvouhře vyhrál Novak Djoković a jedenáct trofejí z ženské dvouhry si odvezla Margaret Courtová. V open éře se rekordmankou se sedmi výhrami stala Serena Williamsová.
Od roku 1972 je dějištěm grandslamu opět Melbourne. Z původního areálu Kooyong Lawn Tennis Club s travnatými dvorci se v roce 1988 událost přemístila do dnešního Melbourne Parku, v němž jsou kurty se středně tvrdým akrylátovým povrchem s lepší konzistencí a nižším zadržováním tepla. Mezi roky 1988–2007 se hrálo na povrchu Rebound Ace, poté se v letech 2008–2019 používal Plexicushion Prestige. Od roku 2020 se dodavatelem povrchu na australských turnajích včetně Australian Open Series stala společnost GreenSet Worldwide.
Tři hlavní dvorce disponují zatahovací střechou a lze je využít při dešti či vysokých teplotách. K centrálnímu kurtu Rod Laver Arena a druhému největšímu John Cain Arena se v roce 2015 přiřadila i Margaret Court Arena, čímž se australský grandslam stal prvním z „velké čtyřky“ se třemi takto upravenými stadiony. Do roku 2009, kdy pojízdnou střechu získal centrkurt ve Wimbledonu, navíc představoval jediný major s možností halových zápasů.
Jako na dalších grandslamech zahrnuje program soutěže mužské i ženské dvouhry, mužskou, ženskou a smíšenou čtyřhru, soutěže juniorů, legend a vozíčkářů, stejně tak i exhibici. Na počest australského tenisty a funkcionáře Normana Brookese byl po něm pojmenován pohár pro vítěze mužské dvouhry – „Norman Brookes Challenge Cup“. Australian Open 2019 se stal prvním grandslamem v historii, na němž se hrál supertiebreak v závěru rozhodujících setů všech soutěží.
Oficiální míče grandslamu dodává díky pětileté smlouvě od roku 2019 firma Dunlop, která nahradila míče Wilson. Struny zajišťuje společnost Yonex. Generálním sponzorem je od roku 2002 jihokorejská automobilka Kia, jež v lednu 2023 prodloužila kontrakt do roku 2028. Hlavními partnery pak jsou firmy Emirates, Luzhou Laojiao a Rolex, která na všech 15 soutěžních dvorcích spravuje technologii pro dopad míčů, tzv. jestřábí oko.
Rekordní návštěvnost australského majoru, přezdívaného „happy slam“ (šťastný slam), dosáhla v roce 2025 v rámci dvou týdnů 1 102 303 osob a třítýdenní 1 218 831 diváků se zápočtem kvalifikací.

## Historie
Australian Open je organizován národním tenisovým svazem Tennis Australia a Mezinárodní tenisovou federací. První ročník se konal v melbournském areálu Warehouseman's Cricket Ground roku 1905. Jeho současný název zní Albert Reserve Tennis Centre.

### Název a dějiště
Pojmenování turnaje se vyvíjelo. Nejdříve se v letech 1905–1926 událost hrála jako „Australasian Championships“, poté do roku 1968 nesla název „Australian Championships“ a od roku 1969 se jmenuje „Australian Open“.

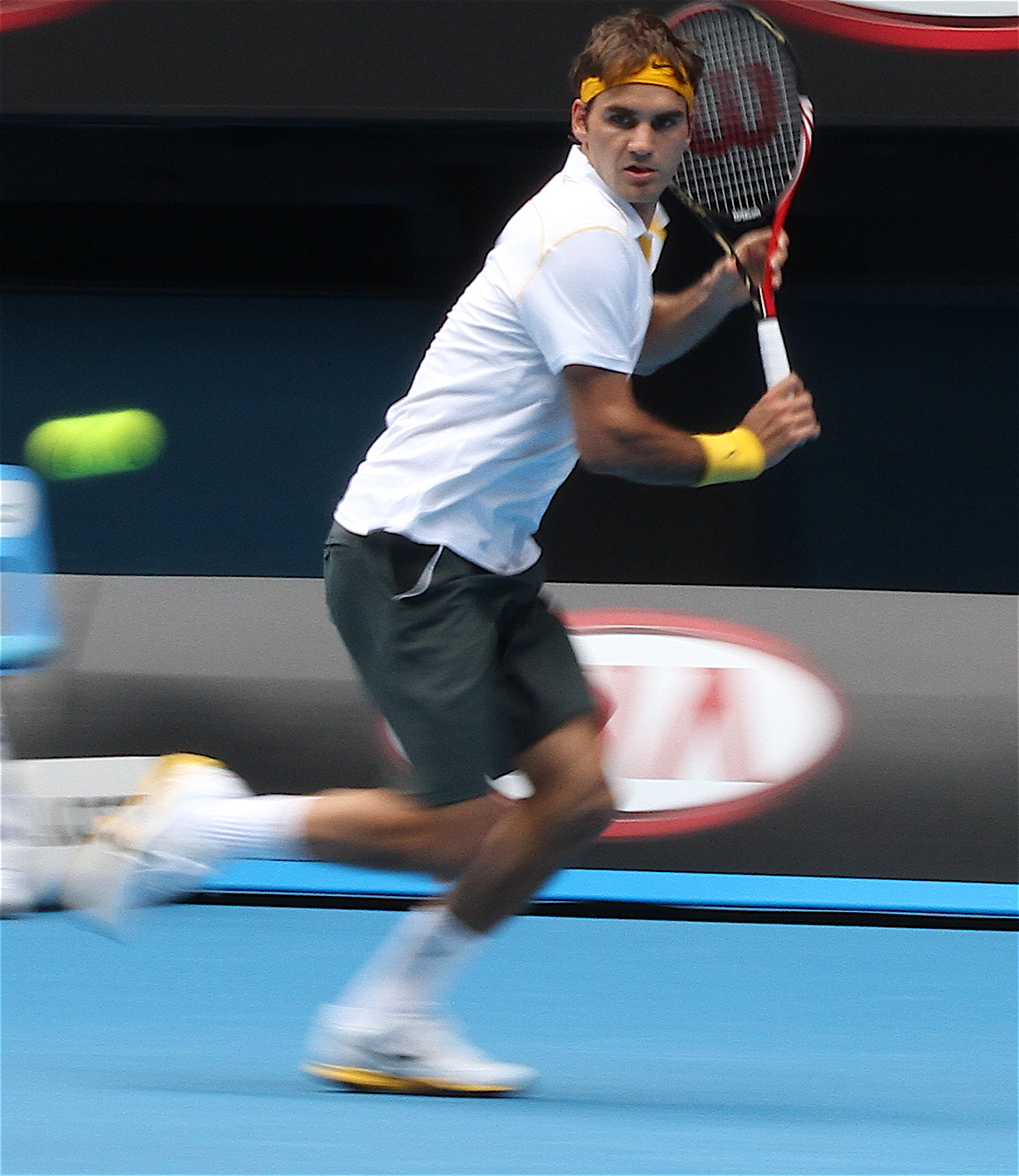
Šestinásobný vítěz Roger Federer

Postupně se dějištěm stalo pět australských a dvě novozélandská města: Melbourne (69krát k roku 2025), Sydney (17krát), Adelaide (14krát), Brisbane (7krát), Perth (3krát), Christchurch (1krát v roce 1906) a Hastings (1krát v roce 1912). Roku 1972 bylo přijato rozhodnutí o stálém místu určeném ke konání grandslamu. Vybrán byl areál Kooyong Lawn Tennis Club v Melbourne, a to díky atraktivitě a příslibu nejlepšího zajištění zázemí.
Ačkoli úvodní ročník proběhl v roce 1905, International Lawn Tennis Federation (ILTF) turnaj až do roku 1924 neklasifikovala mezi tzv. majory, velké události. Rozhodnutí tak učinit padlo na jejím zasedání v roce 1923. S tím souvisela i implementace nového tzv. amerického způsobu nasazování hráčů v soutěžích turnaje.
Pro nedostačující kapacitu diváků a rozlohu areálu v Kooyongu bylo v roce 1988 dostavěno – vedle železničního překladiště a železničních tratí Jolimont Yards –, nové sportoviště Melbourne Park, nejdříve známý pod názvem „Flinders Park“. Změna dějiště znamenala okamžitý úspěch s 90 % nárůstem návštěvnosti, když v roce 1988 grandslam v Melbourne Parku zhlédlo 266 436 platících diváků, oproti roku 1987 v Kooyongu s účastí 140 000 návštěvníků.

#### Návrh změny dějiště

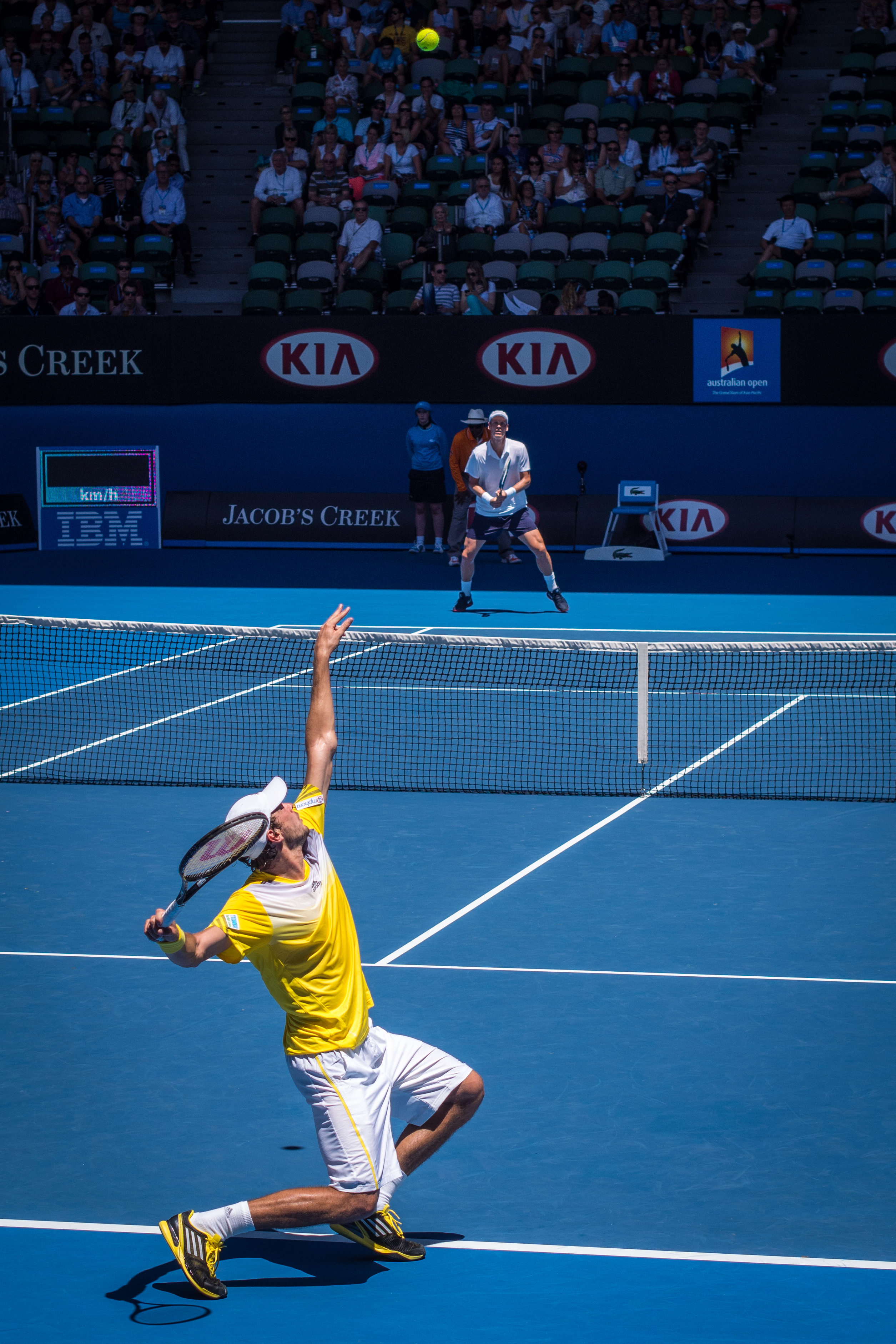
Guillaume Rufin podává proti Tomáši Berdychovi v Laverově aréně během 2. kola ročníku 2013

S návrhem změny dějiště Australian Open přišly v roce 2008 správní orgány Nového Jižního Walesu, které usilují o získání turnajových práv, jakmile v roce 2016 vyprší současná smlouva s Melbourne. Změna předpokládá přemístění dějiště na Glebe Island. V reakci na takovou snahu prezident Victorian Events Industry Council Wayne Kayler-Thomson, řekl, že by grandslam měl zůstat v Melbourne a snahu samosprávy vůči městu označil za zničující.
Od zveřejnění návrhu došlo k oznámení, že se do přestavby Melbourne Parku investují desítky až stovky miliónů dolarů. Proběhne jeho modernizace, včetně zvětšení kapacity sedících diváků na velkých dvorcích, Margaret Court Arena získá zatahovací střechu, zlepší se zázemí hráčů a bude vybudováno nové středisko vedení australského tenisového svazu. Následně tyto plány obnovy našly kladnou odezvu u úřadujícího victorijského premiéra Johna Brumbyho, který potvrdil ochotou místní vlády investovat 363 miliónů australských dolarů, pokud by na tomto sportovišti byla garantována přítomnost Australian Open alespoň do roku 2036.

### Championships éra
Pro geografickou odlehlost Austrálie se turnaje v jeho počátcích zúčastňoval velmi omezený počet tenistů ze zahraničí. Ve 20. letech trvala oceánská plavba z Evropy přibližně 45 dnů. První hráči, kteří na kontinent přicestovali letadlem byli až členové daviscupového týmu Spojených států v listopadu 1946. Také Australané žijící v odlehlejších částech měli problémy s dopravou. Když se dějištěm stal jihozápadní Perth, žádný tenista z Victorie a Nového Jižního Walesu na turnaj železniční dopravou nedorazil. Vzdálenost čítající přibližně 3 300 km mezi východním a západním pobřežím byla příliš značná. V roce 1906, kdy se událost konala v Christchurch, nastoupilo pouze 10 hráčů, z toho jen dva Australané a druhý ročník vyhrál Novozélanďan.

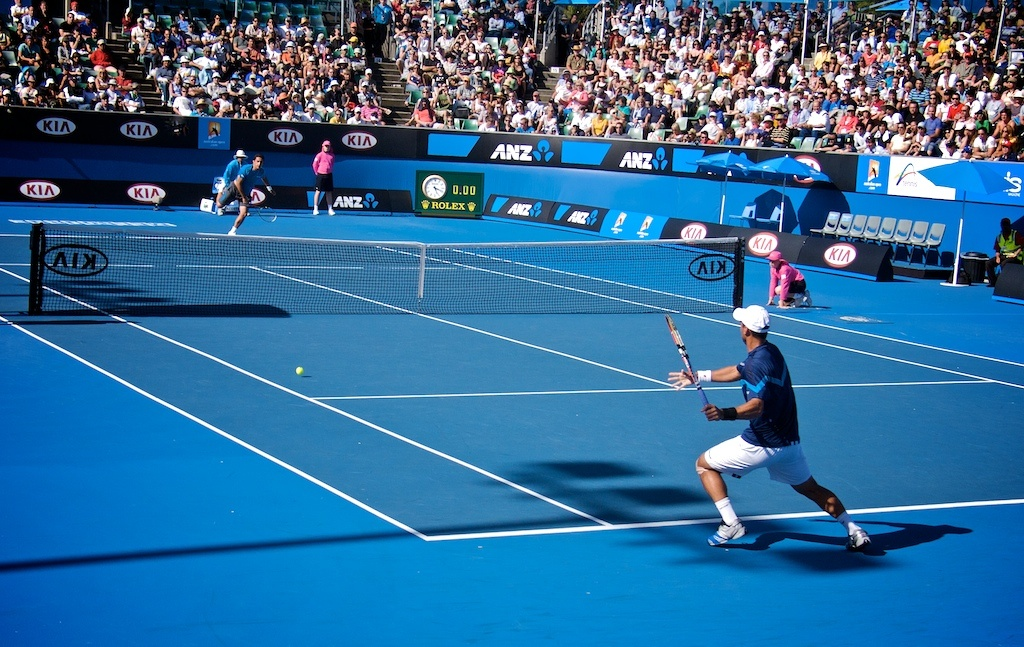
Almagro podává v zápase s Fallou, 2010

Úvodní ročník Australasian Championships utrpěl také v důsledku již existujících australasijských turnajů. Před rokem 1905 pořádaly všechny australské státy i Nový Zéland vlastní tenisová mistrovství, první organizované již v roce 1880 v Melbourne. Jeho název zněl „Championship of the Colony of Victoria“, později byl přejmenován na „Championship of Victoria“. V tomto období se dva nejlepší hráči, Australan Norman Brookes a Novozélanďan Tony Wilding, až na výjimky australasijského grandslamu nezúčastnili. Brookes na něm ve dvouhře startoval pouze jednou v roce 1911, kdy také získal titul. Wilding vyhrál oba ročníky při dvou účastech v letech 1906 a 1909. Oba preferovali jiné turnaje, střetávali se na Victorian Championships a ve Wimbledonu s dalšími kvalitními australasijskými tenisty. Dokonce, ani když se v roce 1912 Australasian Championships konal v novozélandském Hastingsu, tehdy již trojnásobný wimbledonský vítěz Wilding, nepřicestoval do svého rodného města, aby na něm nastoupil.
Vzdálenost a nedostatečný věhlas turnaje tak znamenaly, že se jej řada světových tenistů nikdy nezúčastnila. Mezi takovými byli také bratři William a Ernest Renshawovi, bratři Lawrence a Reginald Dohertyovi, William Larned, Maurice McLoughlin, Beals Wright, Bill Johnston, Bill Tilden, René Lacoste, Henri Cochet, Bobby Riggs, Jack Kramer, Ted Schroeder, Pancho Gonzales, Budge Patty, Manuel Santana nebo Jan Kodeš. Další světoví tenisté na grandslam přijeli pouze jednou, včetně hráčů jakými byli Brookes, Ellsworth Vines, Jaroslav Drobný, Manuel Orantes, třicetipětiletý Ilie Năstase a Björn Borg.

### Otevřená éra

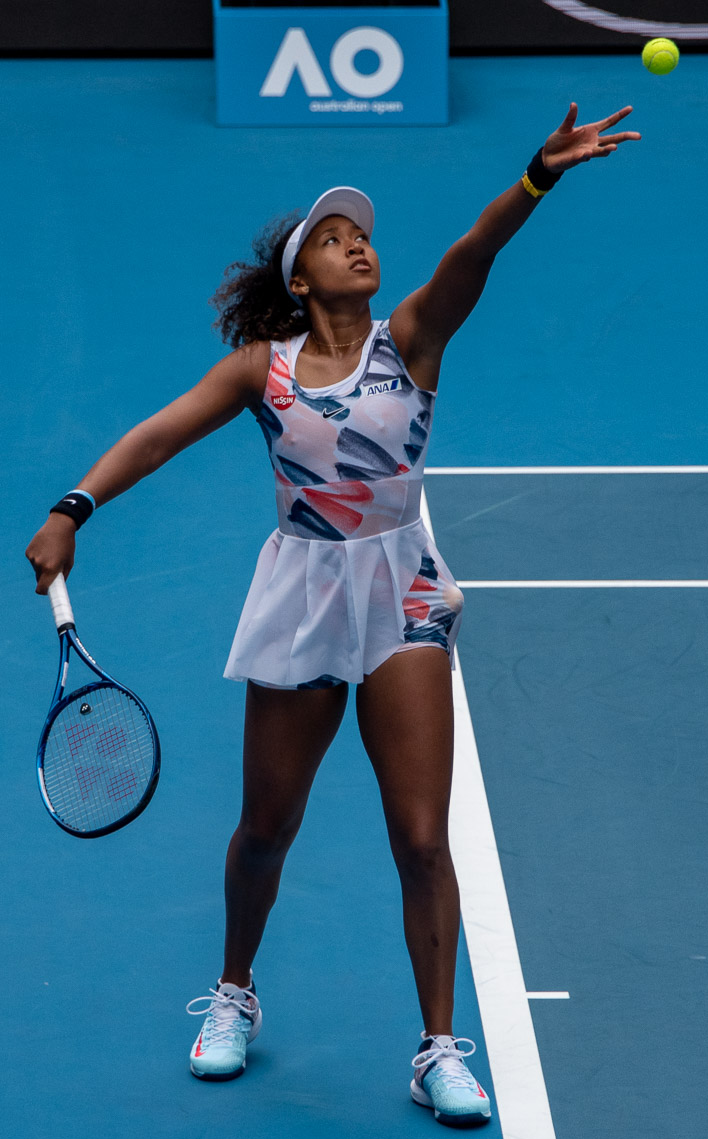
Japonka Naomi Ósakaová vyhrála ročníky 2019 a 2021

Poprvé v roce 1969, kdy se hrálo v brisbaneském areálu Milton Courts, došlo k otevření turnaje pro všechny hráče, včetně profesionálů. Vyjma let 1969 a 1971, řada z nejlepších tenistů absentovala až do roku 1982. Mezi důvody stále patřily značná vzdálenost, nevyhovující datum v období Vánoc a Nového roku, stejně tak i nízké finanční odměny. V roce 1970 si americká tenisová liga (National Tennis League) zavázala garancemi své hráče před startem na Australian Open. Řadili se k nim Rod Laver, Ken Rosewall, Andrés Gimeno, Pancho Gonzales, Roy Emerson a Fred Stolle. Australský turnaj pak vyhrál Arthur Ashe.
V roce 1983 na grandslam poprvé přijeli Ivan Lendl, John McEnroe a Mats Wilander, který následně získal singlový titul a krátce poté ještě na konci prosince, vyhrál obě dvouhry v daviscupovém utkání mezi Austrálií a Švédskem konaném ve stejném areálu Kooyong. Po skončení grandslamu 1983 pobídla Mezinárodní tenisová federace australský svaz ke změně dějiště, které pro tak velkou událost nesplňovalo podmínky. V roce 1988 se Australian Open poprvé představilo v novém Flinders Parku, později přejmenovaném na Melbourne Park. Došlo také ke změně povrchu, travnaté dvorce nahradil tvrdý povrch Rebound Ace. Mats Wilander se stal jediným tenistou, jenž dokázal triumfovat na obou z nich.
Čtyři singlové tituly si připsal Andre Agassi.
Serena Williamsová vyhrála v roce 2015 šestý titul, což znamenalo rekord otevřené éry, stejně jako se pro toto období stala – ve 33 letech, nejstarší vítězkou. V roce 2017 přidala Serena Williamsová do své sbírky sedmý titul a v 35 letech tak vylepšila svůj vlastní rekord. Srb Novak Djoković dosáhl výhrou v roce 2016 na šestý titul, čímž vyrovnal rekord Roye Emersona ze 60. let dvacátého století. Další dva ročníky 2017 a 2018 patřily Rogeru Federerovi, jenž debutový vavřín vybojoval v sezóně 2004. Roku 2018 vytvořil nový rekord open éry v počtu sedmi finále a šestým titulem se dotáhl na vedoucí dvojici hráčů. Jako první muž historie Švýcar zvítězil na dvou grandslamech šestkrát a ve 36 letech se stal do té doby nejstarším šampionem grandslamu od Australian Open 1972 a Kena Rosewalla. Djoković pak získal v letech 2019–2023 další čtyři trofeje, čímž vytvořil mužský rekord deseti singlových triumfů. V semifinále a finále udržel neporazitelnost s bilancí 20–0. V lednu 2022 přitom Srb nemohl obhajovat trofej, když byl den před zahájením – po jedenáctidenní anabázi – vyhoštěn ze země. Jako neočkovanému proti covidu-19 mu byla udělena výjimka k získání víz a účasti na grandslamu poté, co měl prodělat koronavirovou infekci. Pohraniční stráž a poté ministr pro imigraci Alex Hawke mu víza zrušili, protože se výjimka neslučovala s nařízeními federální vlády.

## Melbourne Park
Dějiště Australian Open se v roce 1972 vrátilo do Melbourne. V sezóně 1988 se přesunulo z melbournského Kooyong Clubu do nově postaveného areálu ve Flinders Parku, součásti Melbourne Sports and Entertainment Precinct. Australský major se v roce 2015 stal prvním grandslamem s třemi arénami opatřenými zataženou střechou v případě deště a vysokých teplot. V celém areálu je 39 kurtů, z toho 33 s tvrdým povrchem a 6 antukových. Pro soutěžní zápasy grandslamu je využíváno 15–16 z nich. Všechny postranní dvorce mají během turnaje dočasně zvýšenou kapacitu 50 až 2 500 sedících diváků.
Před rokem 1988 se hrálo na trávě. V letech 1988–2007 grandslam probíhal na dvorcích s tvrdým povrchem Rebound Ace, který byl v období 2008–2019 nahrazen Plexicushion. Od roku 2020 se hraje na povrchu GreenSet, s ponecháním sytého tónování pro dosažení vyššího kontrastu míčku vůči podkladu.
| Dvorec                                    | Dvorec               | otevřen | kapacita | střecha    | zdroj  |
| ----------------------------------------- | -------------------- | ------- | -------- | ---------- | ------ |
| Rod Laver Arena                           | Rod Laver Arena      | 1988    | 14 820   | zatahovací | [ 32 ] |
| John Cain Arena                           | John Cain Arena      | 2000    | 10 500   | zatahovací | [ 33 ] |
| Margaret Court Arena (dříve Show Court 1) | Margaret Court Arena | 1988    | 7 500    | zatahovací | [ 34 ] |
| KIA Arena (Show Court Arena)              | KIA Arena            | 2022    | 5 000    | není       | [ 35 ] |
| 1573 Arena (dříve Show Court 2)           | 1573 Arena           | 1988    | 3 000    | není       | [ 31 ] |
| Show Court 3                              | Show Court 3         | 1988    | 3 000    | není       | [ 31 ] |

## Období konání
Do doby, než se stálým dějištěm stal Melbourne Park, bylo také proměnlivé datum turnaje, ať už pro specifické podnebí rozdílných lokalit nebo specifičnost konání události v daném místě.
Například pro ročník 1919 se turnaj konal až v lednu 1920 a následující ročník již v březnu 1920, v roce 1923 se pak v Brisbane uskutečnil v období menšího srážkového úhrnu a nižší teploty v srpnu. Po odehrání ročníku 1976, který skončil až 4. ledna 1977 se organizátoři rozhodli pro posunutí data do konce kalendářního roku. Důvodem bylo zvýšení stále nízké prestiže mezi událostmi velké čtyřky, malé odměny a snaha dohrát turnaj ještě v prosinci, což by znamenalo, že se kalendářní Grand Slam bude rozhodovat v Austrálii a nikoli ve Spojených státech během US Open. Proto pořadatelé následující ročník zahájili již 3. ledna 1977, což se ale setkalo s negativní kritikou a absencí nejlepších tenistů. V letech 1982–1985 se hrálo uprostřed prosince. Po konci grandslamu 1985 došlo k rozhodnutí, že termín následujícího ročníku se posune do druhé poloviny ledna, což znamenalo, že se Australian Open v roce 1986 nekonal.
Od sezóny 1987 je pak lednové datum stálé. Přesto se někteří tenisté jako Roger Federer a Rafael Nadal vyjádřili, že lednový termín je po době Vánoc a Nového roku příliš brzký, a tak pro lepší přípravu a získání nejlepší formy by byl vhodný posun na únor.
V roce 2021 průběh ovlivnila pandemie covidu-19. Kvalifikace se poprvé v historii grandslamu odehrály mimo vlastní dějiště, když se konaly s třítýdenním předstihem v Dauhá a Dubaji. Kvůli povinné 14denní karanténě osob přjíždějících do Austrálie začal australský major poprvé až v únoru. Jednalo se rovněž o první grandslam v historii, s využitím systému elektronických čárových rozhodčích.

## Mediální pokrytí
Televizní přenosy jsou zprostředkovány ze všech soutěžních kurtů a také z části tréninkových dvorců. V roce 2024 se s tenisty uskutečnilo 1 803 tiskových konferencí. Mediálně zpravodajství pokrývalo 711 novinářů a fotografů ze 61 zemí. V Melbourne Parku o grandslamu informovalo 522 novinářů, včetně 217 mezinárodních médií a dalších 50 mezinárodních novinářských týmů prostřednictvím digitálních a online služeb.
V Austrálii je držitelem práv na živé vysílání stanice Seven Network. V asijsko-pacifickém regionu se jedná o televizní kanály CCTV, iQiyi, Shanghai TV (ČLR), Sony SIX (Indie), Sky TV (Nový Zéland) a Fox Sports Asia. Na evropském kontinentu je signál šířen v síti Eurosport (WB Discovery).
Na Středním východě pak turnaj přenáší beIN Sports a v subsaharské frankofonní Africe stanice SuperSport a Eurosport. Pokrytí na americkém kontinentu zajišťuje ESPN, jejíž programy ESPN2 a ESPN3 zprostředkovávají zápasy ve Spojených státech, ESPN International vysílala v Latinské Americe a v Kanadě pak kanál TSN/RDS.
Poprvé v historii byl průběh kvalifikací hlavních soutěží přenášen živě po internetu v roce 2011.

## Návštěvnost
Celková 14denní návštěvnost ročníků bez týdne kvalifikací:

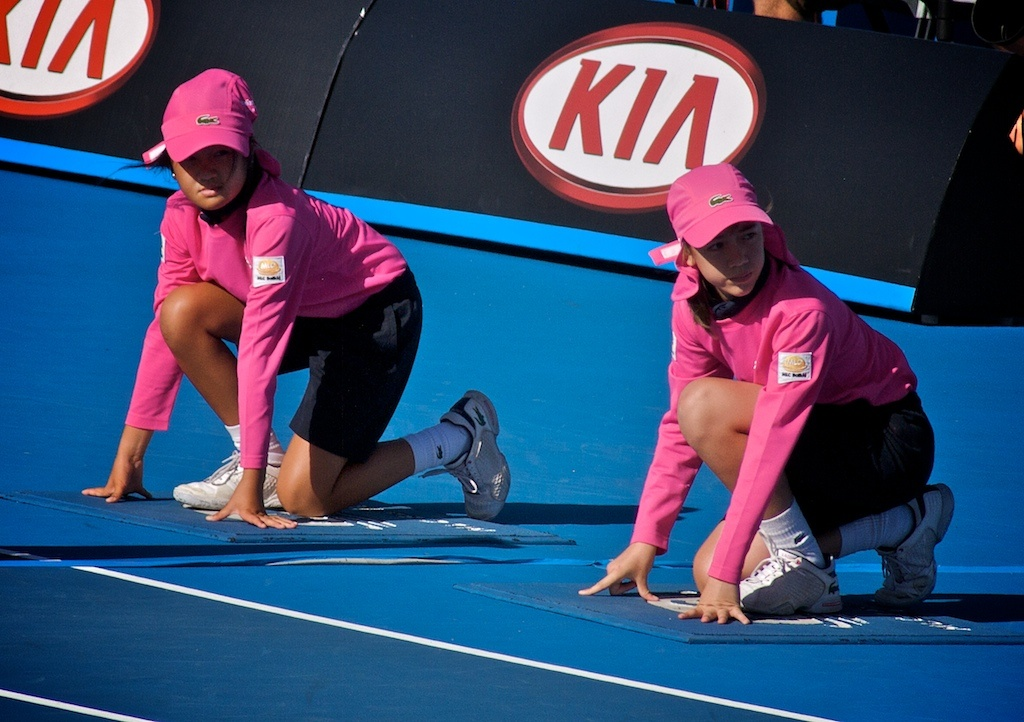
Sběrači míčů, 2010. Na Australian Open 2020 bylo z více než 2 500 zájemců náborem vybráno 360 sběračů, chlapců a dívek ve věku 12–15 let, včetně dvaceti Korejců, deseti Indů, šesti Číňanů a dvou Francouzů.

- 1987 – 140 089 diváků[44]
- 1988 – 244 859 diváků[45]
- 1989 – 289 023 diváků[46]
- 1990 – 312 000 diváků[47]
- 1991 – 305 048 diváků[48]
- 1992 – 329 034 diváků[49]
- 1993 – 322 074 diváků[50]
- 1994 – 332 926 diváků[51]
- 1995 – 311 678 diváků[52]
- 1996 – 389 598 diváků[53]
- 1997 – 391 504 diváků[54]
- 1998 – 434 807 diváků[55]
- 1999 – 473 296 diváků[55]
- 2000 – 501 251 diváků[56]
- 2001 – 543 834 diváků[56]
- 2002 – 518 248 diváků[56]
- 2003 – 512 225 diváků[56]
- 2004 – 521 691 diváků[56]
- 2005 – 543 873 diváků[56]
- 2006 – 550 550 diváků[56]
- 2007 – 554 858 diváků[56]
- 2008 – 605 735 diváků[56]
- 2009 – 603 160 diváků[56]
- 2010 – 653 860 diváků[56]
- 2011 – 651 127 diváků[56]
- 2012 – 686 006 diváků[56]
- 2013 – 684 457 diváků[56]
- 2014 – 643 280 diváků[56]
- 2015 – 703 899 diváků[56]
- 2016 – 720 363 diváků[56]
- 2017 – 728 763 diváků[56]
- 2018 – 743 667 diváků[57]
- 2019 – 780 000 diváků[56]
- 2020 – 812 174 diváků[56]
- 2021 – 130 374 diváků[pozn. 1][56]
- 2022 – 346 468 diváků[pozn. 2][56]
- 2023 – 902 312 diváků[59]
- 2024 – 1 020 763 diváků[41]
- 2025 – 1 102 303 diváků[10]

## Poháry pro vítěze
Jména vítězů soutěží jsou vyryta na poháry:
- vítězce ženské dvouhry náleží pohár „Daphne Akhurst Memorial Cup“, pojmenovaný po pětinásobné šampiónce Daphne Akhurstové,
- vítězi mužské dvouhry náleží pohár „Norman Brookes Challenge Cup“, pojmenovaný po šampiónu Normanu Brookesovi.

#### Galerie

Daphne Akhurst Memorial Cup
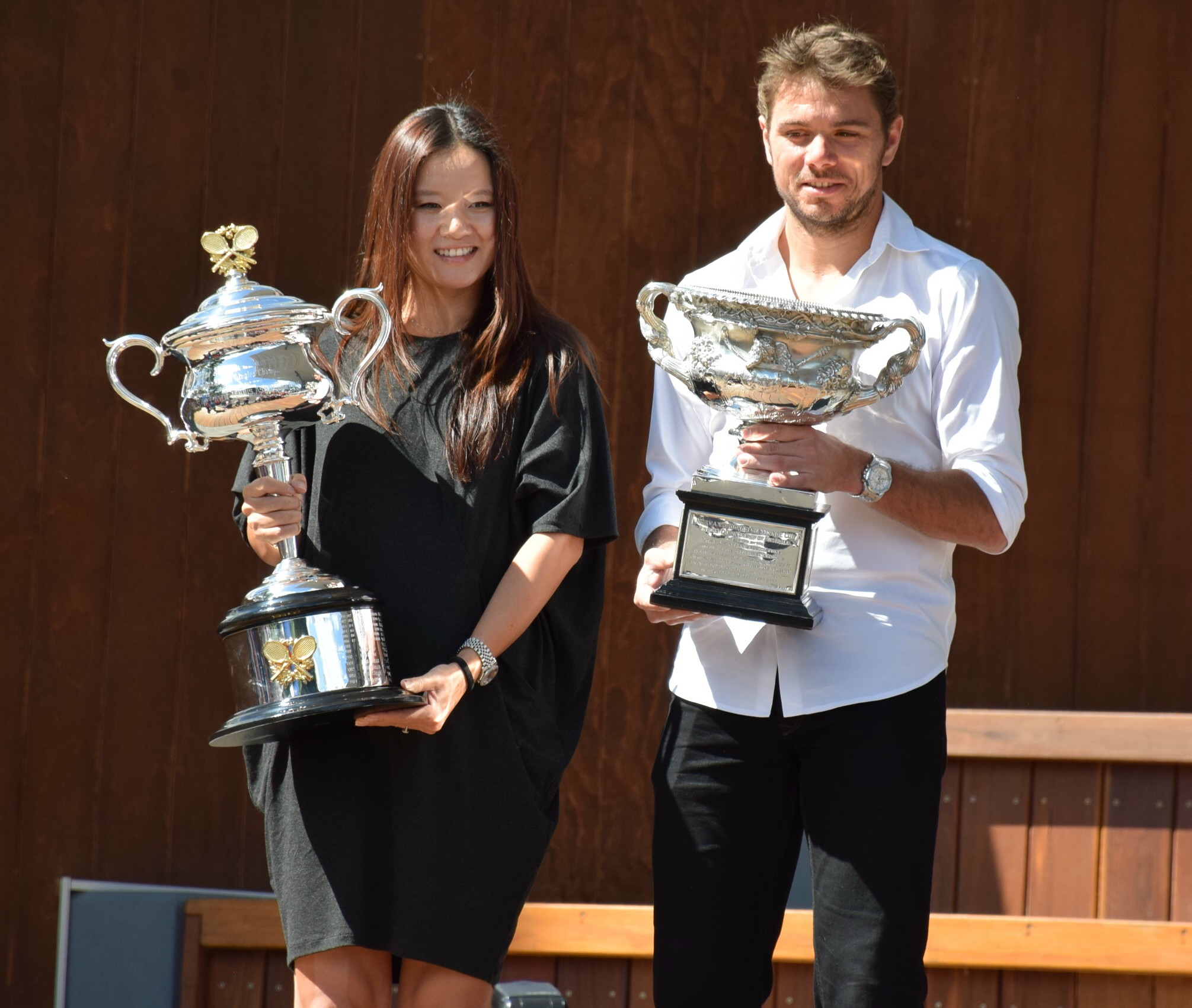
Li Na a Stan Wawrinka vítězové dvouher v roce 2014
Norman Brookes Challenge Cup

## Dotace turnaje
Celková dotace Australian Open 2025 činila 96,5 milionů australských dolarů, což představovalo meziroční navýšení o 11,56 %.
Nejvyšší podíl nárůstu zaznamenala třetí kola dvouher, kde se částka zvýšila o 13,73 % na 290 tisíc australských dolarů. Vyřazení v prvním kole singlu obdrželi 132 tisíc australských dolarů, znamenající růst o 10 % vůči předchozímu ročníku. Vítězové dvouher získali 3,5 milionu australských dolarů, o 11 % více než v roce 2024. V rámci desetiletí rozpočet vzrostl o 119,32 %, když v ročníku 2015 činil 40 milionů australských dolarů. Za předchozích pět ročníku se zvýšil o 36 % z dotace 71,5 milionů v sezóně 2021.
| Soutěž                                                                   | vítězové     | finalisté    | semifinalisté | čtvrtfinalisté | 16 v kole  | 32 v kole  | 64 v kole  | 128 v kole | Q3        | Q2        | Q1        |
| ------------------------------------------------------------------------ | ------------ | ------------ | ------------- | -------------- | ---------- | ---------- | ---------- | ---------- | --------- | --------- | --------- |
| dvouhry                                                                  | 3 500 000 A$ | 1 900 000 A$ | 1 100 000 A$  | 665 000 A$     | 420 000 A$ | 290 000 A$ | 200 000 A$ | 132 000 A$ | 72 000 A$ | 49 000 A$ | 35 000 A$ |
| čtyřhry                                                                  | 810 000 A$   | 440 000 A$   | 250 000 A$    | 142 000 A$     | 82 000 A$  | 58 000 A$  | 40 000 A$  | —          | —         | —         | —         |
| mix                                                                      | 175 000 A$   | 97 750 A$    | 52 500 A$     | 27 750 A$      | 14 000 A$  | 7 250 A$   | —          | —          | —         | —         | —         |
| Částky jsou uváděny v australských dolarech, v soutěžích čtyřher na pár. |              |              |               |                |            |            |            |            |           |           |           |

Vysvětlivky
1. 1 2 3  Poražení v 1.–3. kole kvalifikace

## Bodové hodnocení
Tabulka uvádí zisk bodů do žebříčku mužů (ATP) a žen (WTA).
| Soutěž       | vítězové | finalisté | semifinalisté | čtvrtfinalisté | 16 v kole | 32 v kole | 64 v kole | 128 v kole | QV | Q3 | Q2 | Q1 |
| ------------ | -------- | --------- | ------------- | -------------- | --------- | --------- | --------- | ---------- | -- | -- | -- | -- |
| Dvouhra mužů | 2000     | 1300      | 800           | 400            | 200       | 100       | 50        | 10         | 30 | 16 | 8  | 0  |
| Čtyřhra mužů | 2000     | 1200      | 720           | 360            | 180       | 90        | 0         | —          | —  | —  | —  | —  |
| Dvouhra žen  | 2000     | 1300      | 780           | 430            | 240       | 130       | 70        | 10         | 40 | 30 | 20 | 2  |
| Čtyřhra žen  | 2000     | 1300      | 780           | 430            | 240       | 130       | 10        | —          | —  | —  | —  | —  |

Vysvětlivky
1. ↑  Vítěz kvalifikačního kola postupující do dvouhry. Kvalifikantům se v případě prohry v prvním kole dvouhry započte vyšší hodnota bodů za výhru v kvalifikaci namísto bodů určených pro poražené v úvodu dvouhry.
2. 1 2 3  Poražení v 1.–3. kole kvalifikace

## Vítězové a finalisté roku 2025
| Vítězové a finalisté Australian Open 2025 | Vítězové a finalisté Australian Open 2025 | Vítězové a finalisté Australian Open 2025 | Vítězové a finalisté Australian Open 2025 |
| Soutěž                                    | vítězové                                  | finalisté                                 | výsledek                                  |
| ----------------------------------------- | ----------------------------------------- | ----------------------------------------- | ----------------------------------------- |
| Mužská dvouhra                            | Jannik Sinner                             | Alexander Zverev                          | 6–3, 7–6(7–4), 6–3                        |
| Ženská dvouhra                            | Madison Keysová                           | Aryna Sabalenková                         | 6–3, 2–6, 7–5                             |
| Mužská čtyřhra                            | Harri Heliövaara Henry Patten             | Simone Bolelli Andrea Vavassori           | 6–7(16-18), 7–6(7-5), 6–3                 |
| Ženská čtyřhra                            | Kateřina Siniaková Taylor Townsendová     | Sie Šu-wej Jeļena Ostapenková             | 6–2, 6–7(4–7), 6–3                        |
| Smíšená čtyřhra                           | Olivia Gadecká John Peers                 | Kimberly Birrellová John-Patrick Smith    | 3–6, 6–4, [10–6]                          |

### Galerie vítězů

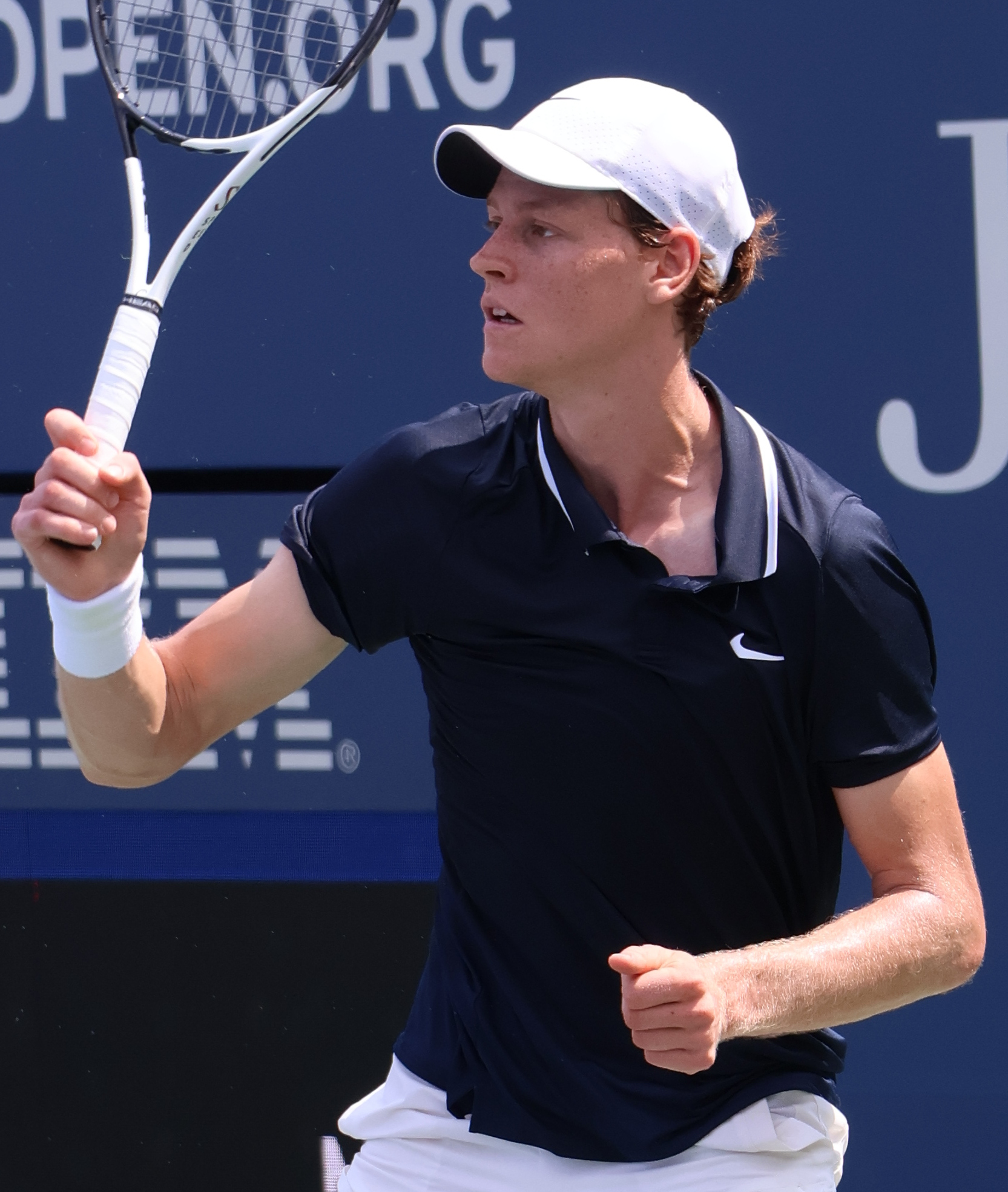
Jannik Sinner mužská dvouhra
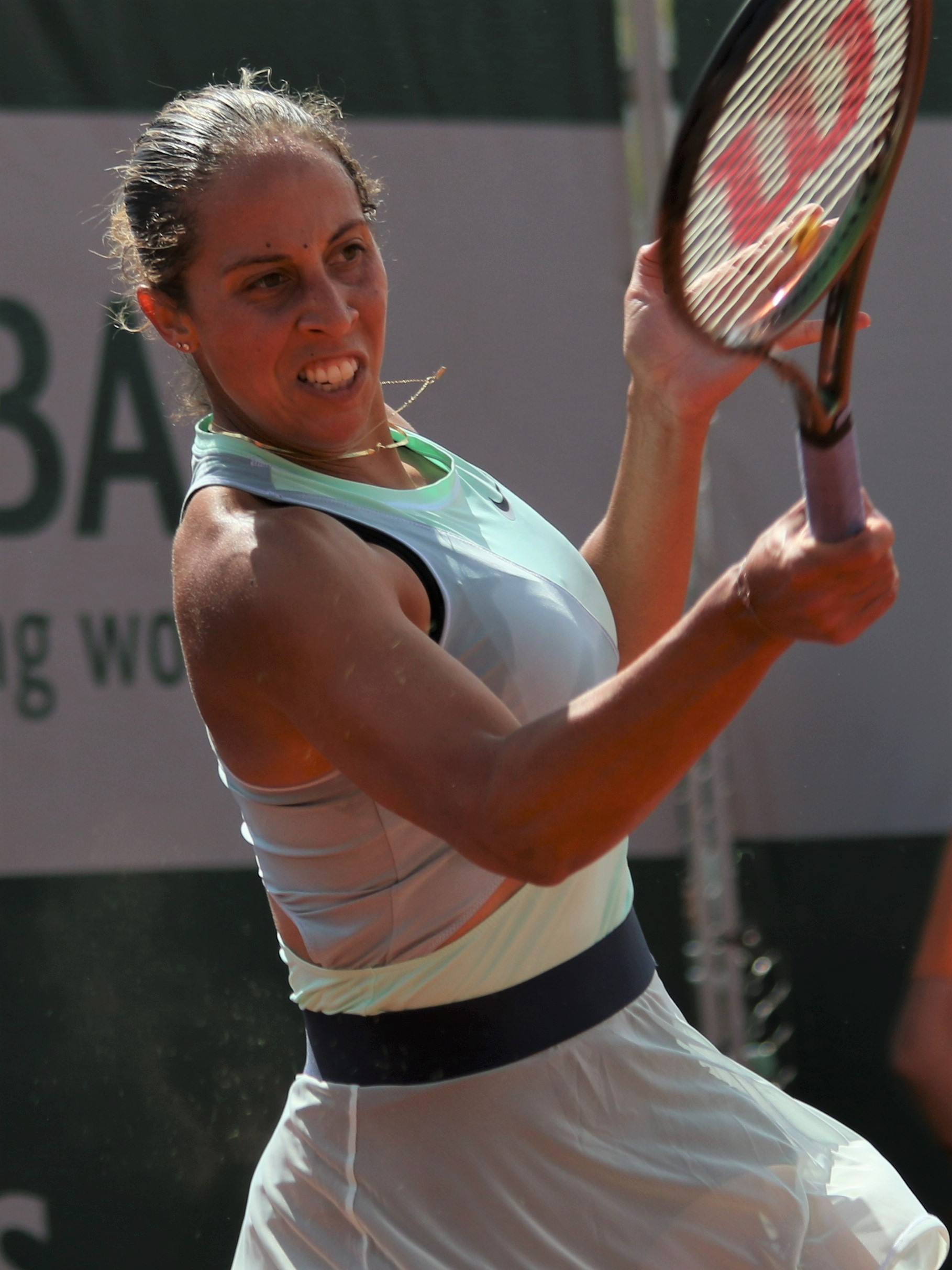
Madison Keysová ženská dvouhra
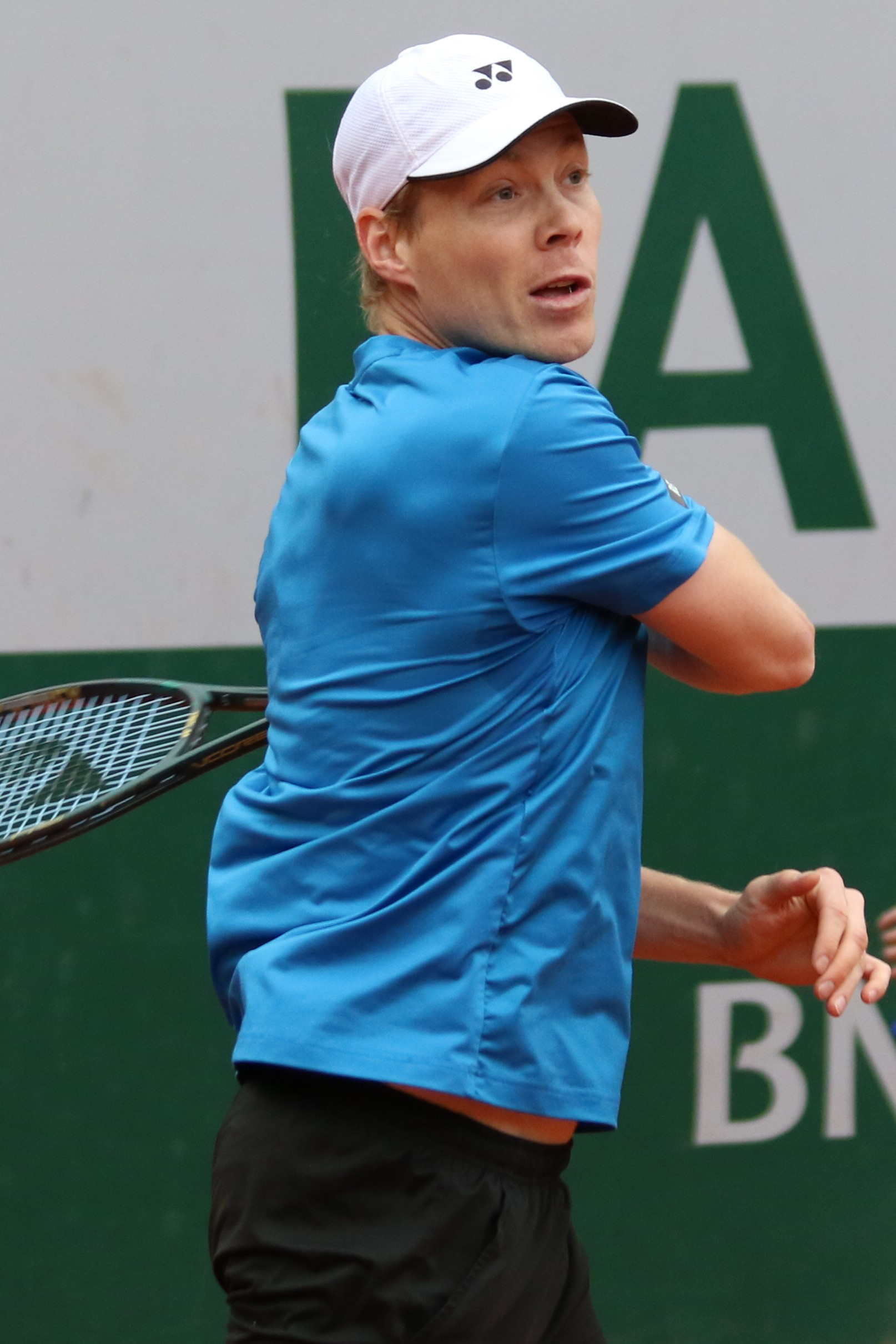
Harri Heliövaara mužská čtyřhra
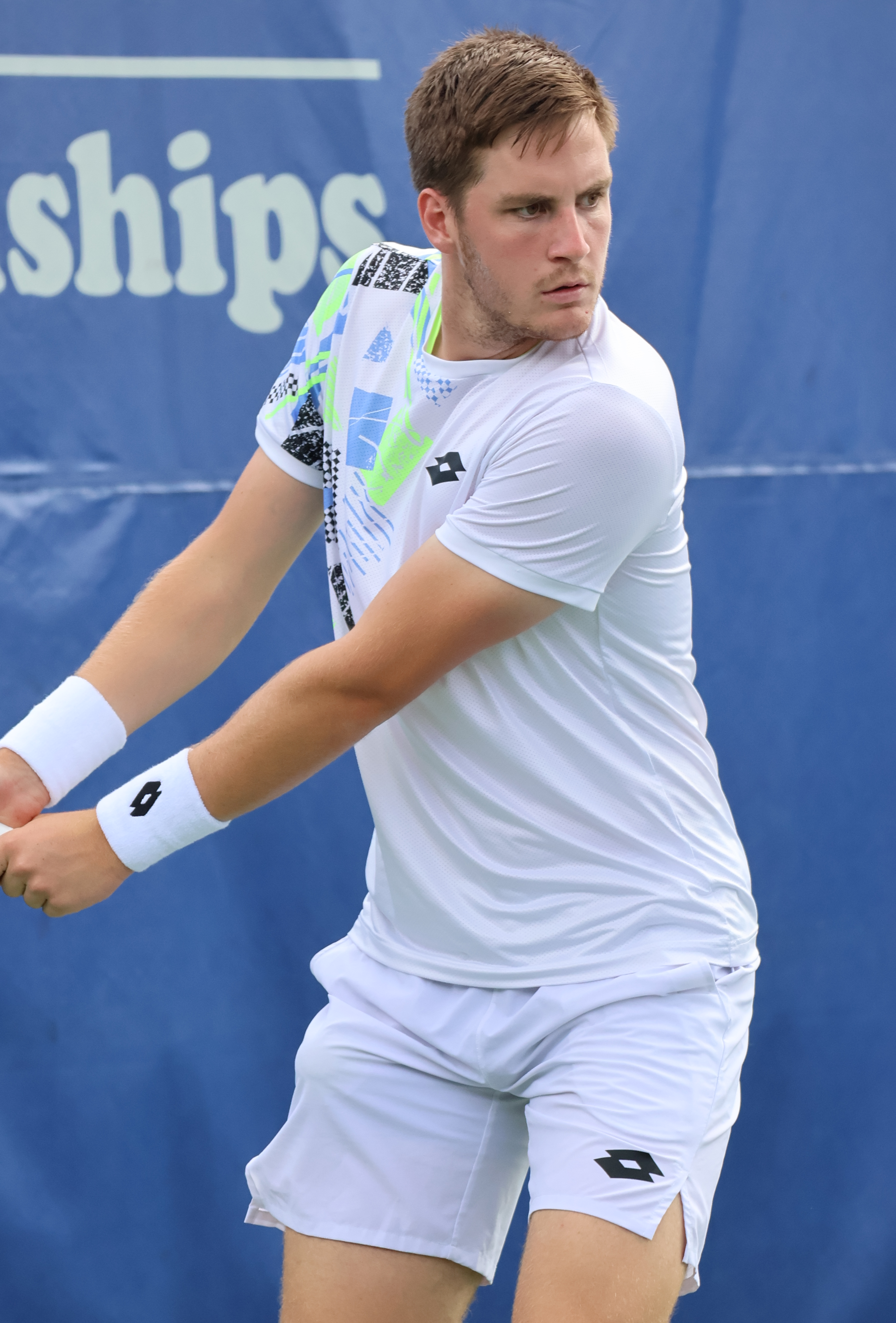
Henry Patten mužská čtyřhra
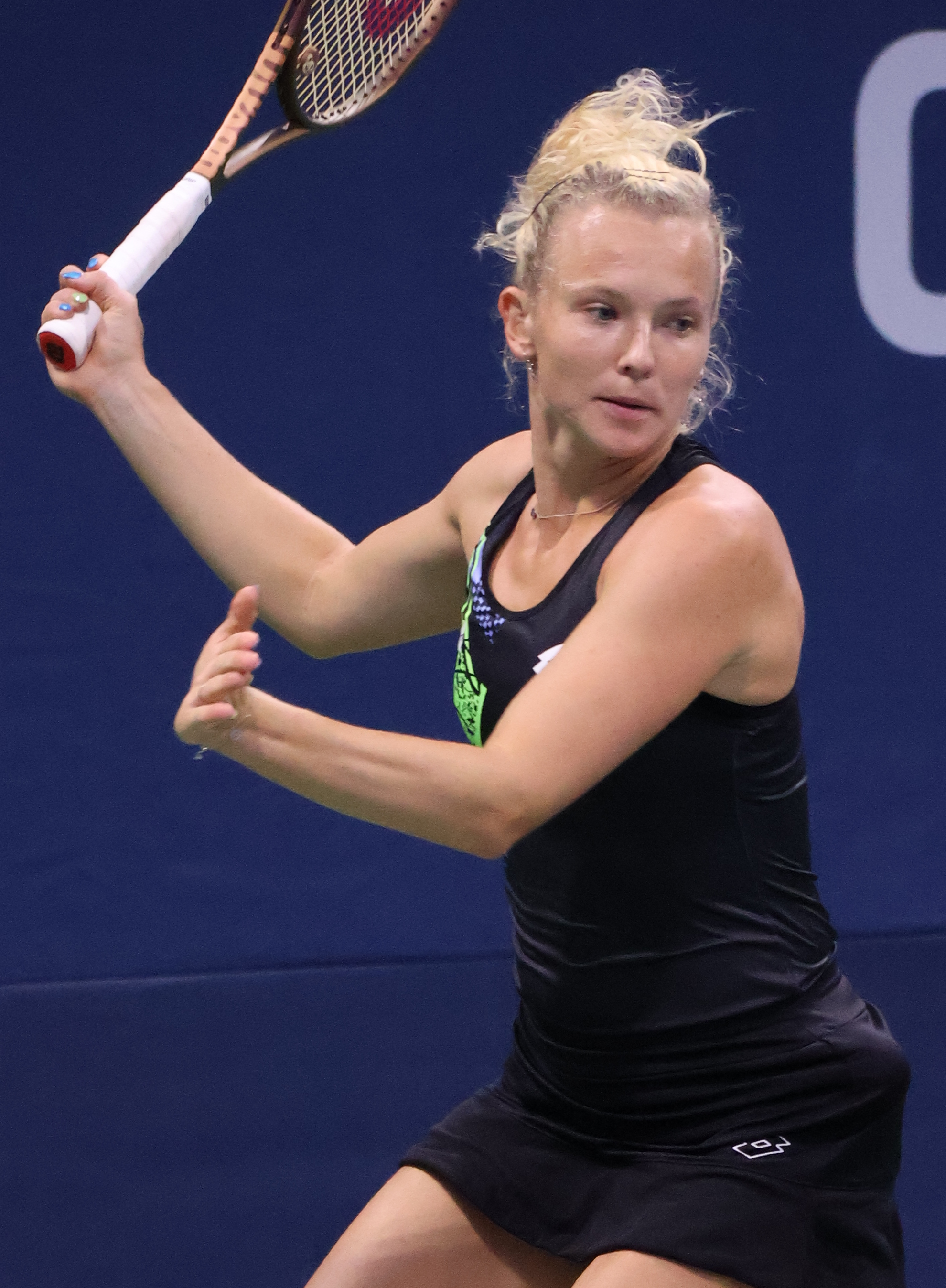
Kateřina Siniaková ženská čtyřhra
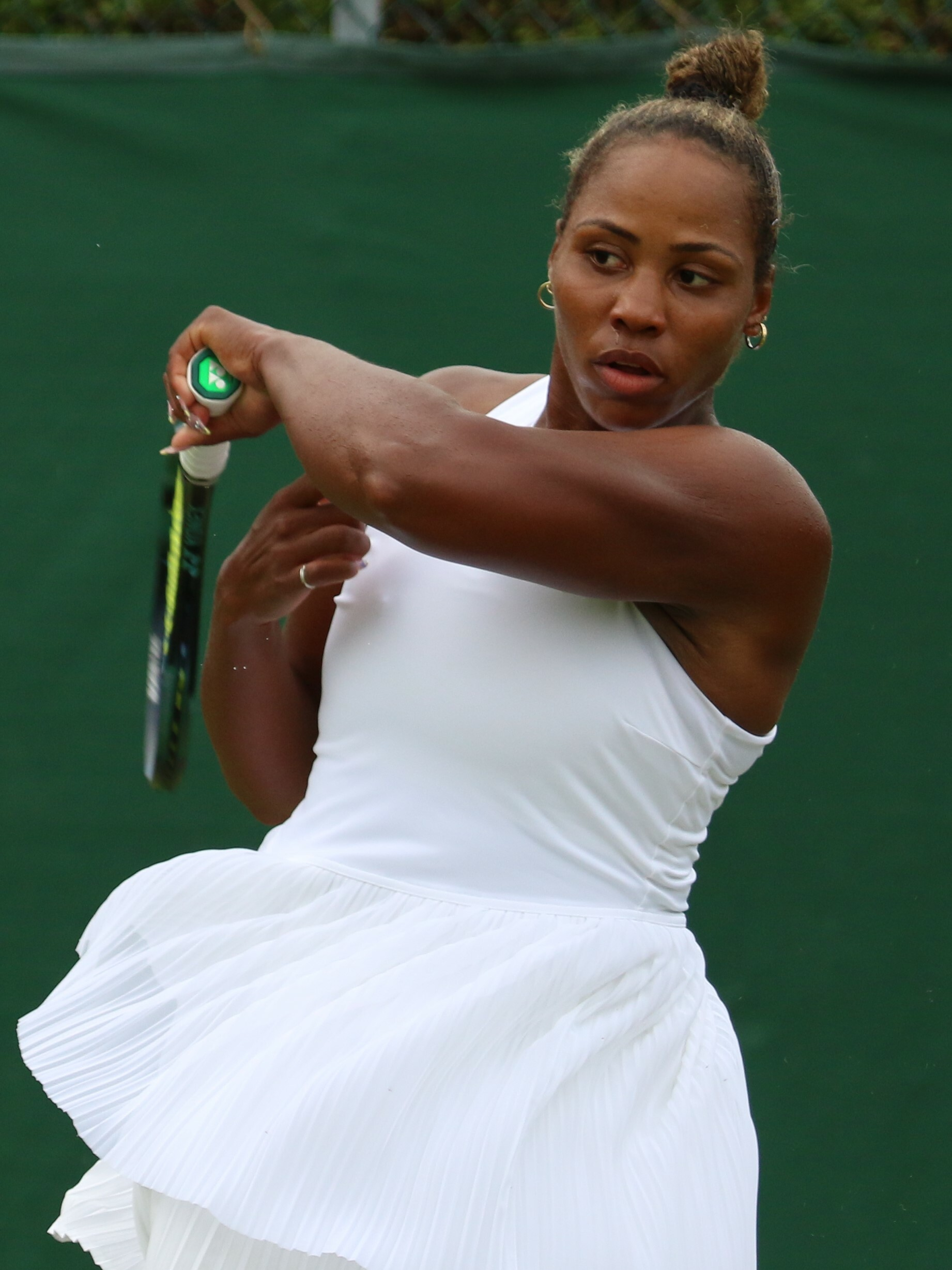
Taylor Townsendová ženská čtyřhra
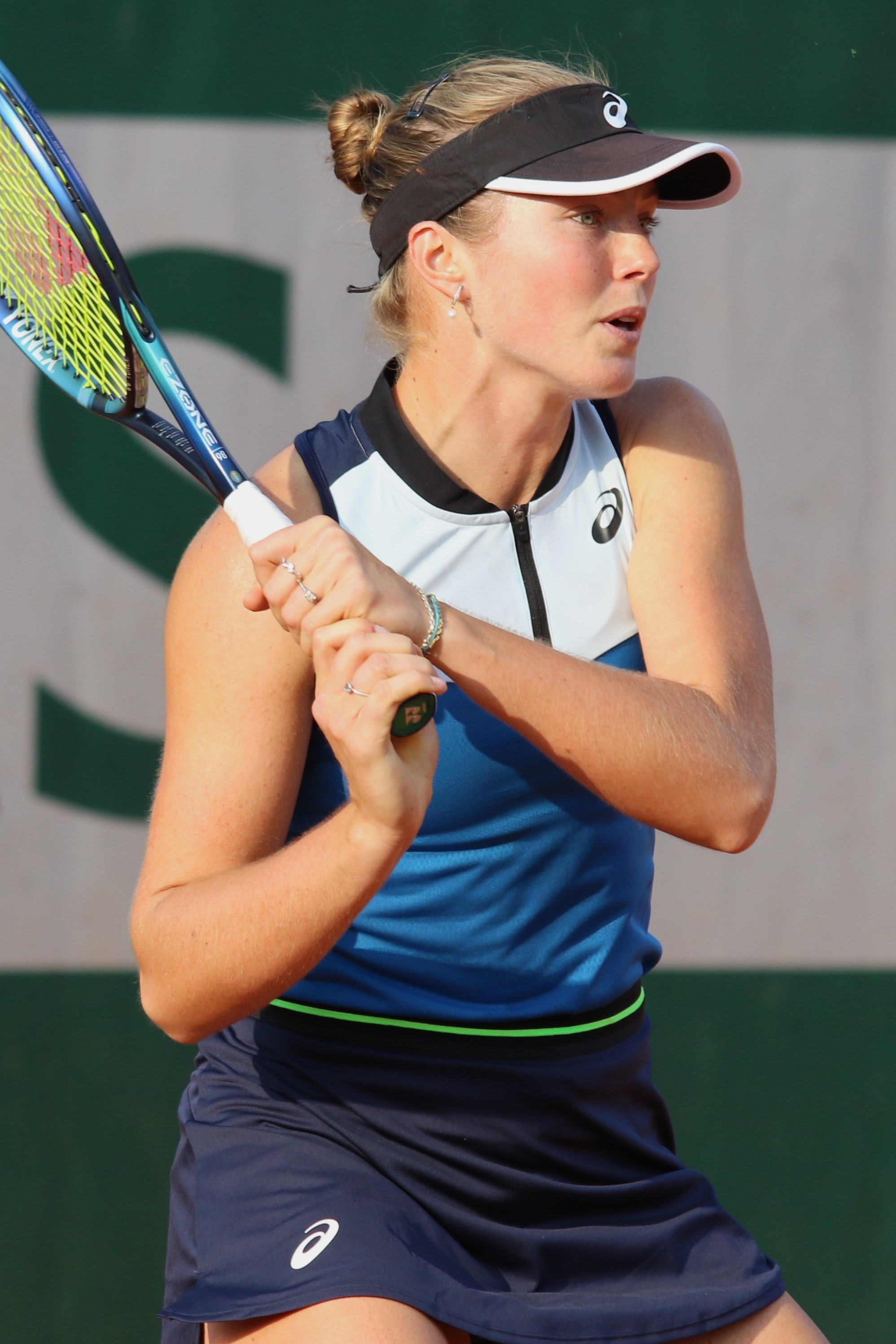
Olivia Gadecká smíšená čtyřhra
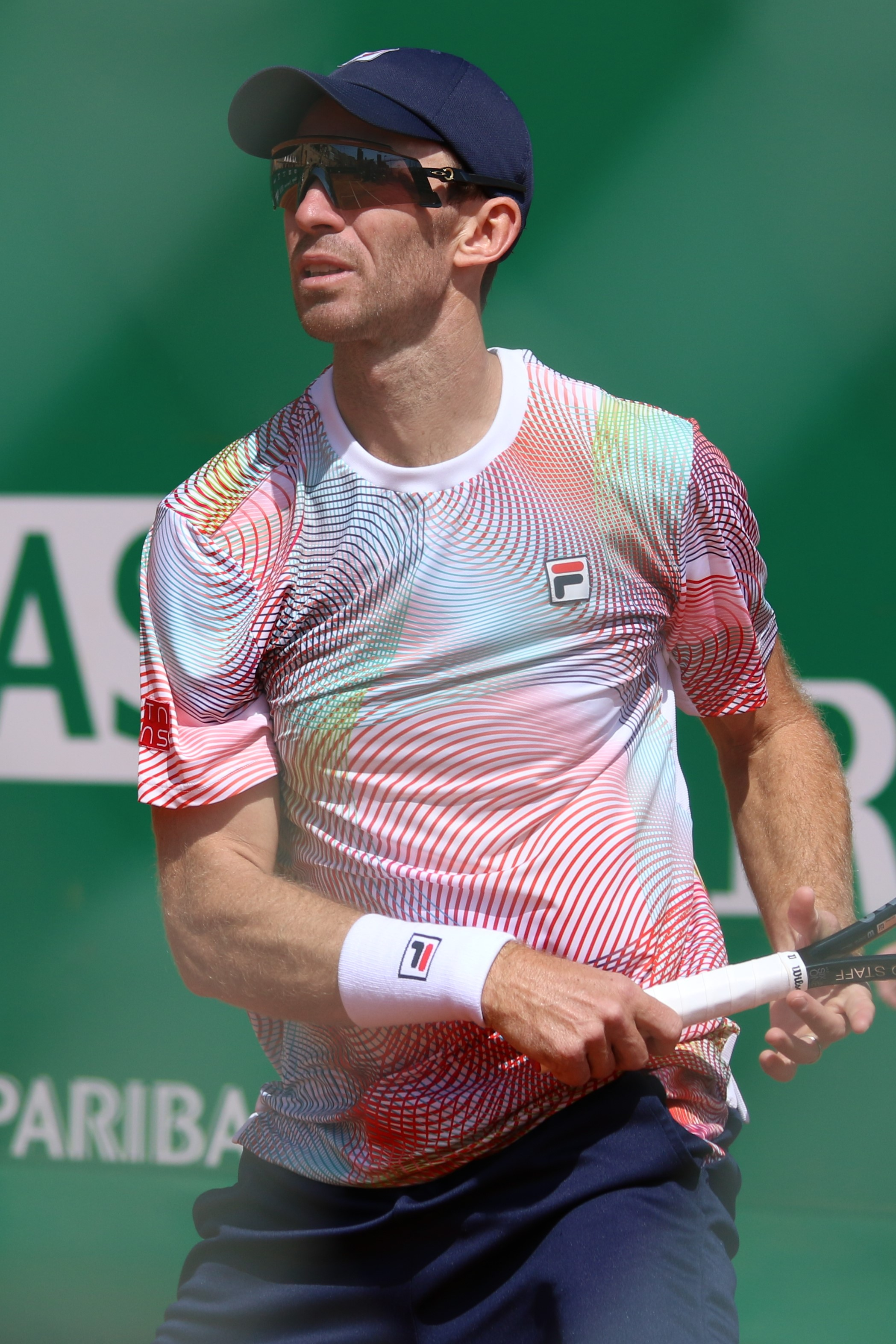
John Peers smíšená čtyřhra

## Přehled rekordů
Na rozdíl od tří zbývajících grandslamů, které umožnily přístup profesionálům v roce 1968, australský grandslam se profesionálním tenistům otevřel až v roce 1969.
| Rekord                                                     | Éra                                                                                      | Tenista                                                                                  | Počet                                                                                | Roky                                                                                        |
| ---------------------------------------------------------- | ---------------------------------------------------------------------------------------- | ---------------------------------------------------------------------------------------- | ------------------------------------------------------------------------------------ | ------------------------------------------------------------------------------------------- |
| Muži od roku 1905                                          |                                                                                          |                                                                                          |                                                                                      |                                                                                             |
| Nejvíce titulů ve dvouhře                                  | do 1968                                                                                  | Roy Emerson                                                                              | 6                                                                                    | 1961, 1963, 1964, 1965, 1966, 1967                                                          |
| Nejvíce titulů ve dvouhře                                  | od 1969                                                                                  | Novak Djoković                                                                           | 10                                                                                   | 2008, 2011, 2012, 2013, 2015, 2016, 2019, 2020, 2021, 2023                                  |
| Nejvíce titulů ve dvouhře v řadě                           | do 1968                                                                                  | Roy Emerson                                                                              | 5                                                                                    | 1963, 1964, 1965, 1966, 1967                                                                |
| Nejvíce titulů ve dvouhře v řadě                           | od 1969                                                                                  | Novak Djoković                                                                           | 3                                                                                    | 2011, 2012, 2013 2019, 2020, 2021                                                           |
| Nejvíce titulů ve čtyřhře                                  | do 1968                                                                                  | Adrian Quist                                                                             | 10                                                                                   | 1936, 1937, 1938, 1939, 1940, 1946, 1947, 1948, 1949, 1950                                  |
| Nejvíce titulů ve čtyřhře                                  | od 1969                                                                                  | Bob Bryan Mike Bryan                                                                     | 6                                                                                    | 2006, 2007, 2009, 2010, 2011, 2013 2006, 2007, 2009, 2010, 2011, 2013                       |
| Nejvíce titulů ve čtyřhře v řadě                           | do 1968                                                                                  | Adrian Quist                                                                             | 10                                                                                   | 1936, 1937, 1938, 1939, 1940, 1946, 1947, 1948, 1949, 1950                                  |
| Nejvíce titulů ve čtyřhře v řadě                           | od 1969                                                                                  | Bob Bryan Mike Bryan                                                                     | 3                                                                                    | 2009, 2010, 2011 2009, 2010, 2011                                                           |
| Nejvíce titulů v mixu mezi muži                            | do 1968                                                                                  | Harry Hopman Colin Long                                                                  | 4                                                                                    | 1930, 1936, 1937, 1939 1940, 1946, 1947, 1948                                               |
| Nejvíce titulů v mixu mezi muži                            | od 1969                                                                                  | Jim Pugh Leander Paes Daniel Nestor                                                      | 3                                                                                    | 1988, 1989, 1990 2003, 2010, 2015 2007, 2011, 2014                                          |
| Nejvíce titulů celkově mezi muži (dvouhra, čtyřhra, mix)   | do 1968                                                                                  | Adrian Quist                                                                             | 13                                                                                   | 1936–1950 (3 dvouhra, 10 mužská čtyřhra, 0 mix)                                             |
| Nejvíce titulů celkově mezi muži (dvouhra, čtyřhra, mix)   | od 1969                                                                                  | Novak Djoković                                                                           | 10                                                                                   | 2008–2023 (mužská dvouhra)                                                                  |
| Ženy od roku 1922                                          |                                                                                          |                                                                                          |                                                                                      |                                                                                             |
| Nejvíce titulů ve dvouhře                                  | do 1968                                                                                  | Margaret Courtová                                                                        | 7                                                                                    | 1960, 1961, 1962, 1963, 1964, 1965, 1966                                                    |
| Nejvíce titulů ve dvouhře                                  | od 1969                                                                                  | Serena Williamsová                                                                       | 7                                                                                    | 2003, 2005, 2007, 2009, 2010, 2015, 2017                                                    |
| Nejvíce titulů ve dvouhře v řadě                           | od 1969                                                                                  |                                                                                          |                                                                                      |                                                                                             |
| do 1968                                                    | Margaret Courtová                                                                        | 7                                                                                        | 1960, 1961, 1962, 1963, 1964, 1965, 1966                                             |                                                                                             |
| od 1969                                                    | Margaret Courtová Evonne Goolagongová Steffi Grafová / Monika Selešová Martina Hingisová | 3                                                                                        | 1969, 1970, 1971 1974, 1975, 1976 1988, 1989, 1990 1991, 1992, 1993 1997, 1998, 1999 |                                                                                             |
| Nejvíce titulů ve čtyřhře                                  |                                                                                          |                                                                                          |                                                                                      |                                                                                             |
| do 1968                                                    | Thelma Coyne Longová                                                                     | 12                                                                                       | 1936, 1937, 1938, 1939, 1940, 1947, 1948, 1949, 1951, 1952, 1956, 1958               |                                                                                             |
| od 1969                                                    | Martina Navrátilová                                                                      | 8                                                                                        | 1980, 1982, 1983, 1984, 1985, 1987, 1988, 1989                                       |                                                                                             |
| Nejvíce titulů ve čtyřhře v řadě                           |                                                                                          |                                                                                          |                                                                                      |                                                                                             |
| do 1968                                                    | Thelma Coyne Longová Nancye Wynne Boltonová                                              | 5                                                                                        | 1936, 1937, 1938, 1939, 1940                                                         |                                                                                             |
| od 1969                                                    | Martina Navrátilová Pam Shriverová                                                       | 7                                                                                        | 1982, 1983, 1984, 1985, 1987, 1988, 1989 1982, 1983, 1984, 1985, 1987, 1988, 1989    |                                                                                             |
| Nejvíce titulů v mixu mezi ženami                          | do 1968                                                                                  | Daphne Akhurst Cozensová Nell Hall Hopmanová Nancye Wynne Boltonová Thelma Coyne Longová | 4                                                                                    | 1924, 1925, 1928, 1929 1930, 1936, 1937, 1939 1940, 1946, 1947, 1948 1951, 1952, 1954, 1955 |
| Nejvíce titulů v mixu mezi ženami                          | od 1969                                                                                  | Barbora Krejčíková                                                                       | 3                                                                                    | 2019, 2020, 2021                                                                            |
| Nejvíce titulů celkově mezi ženami (dvouhra, čtyřhra, mix) | do 1968                                                                                  | Nancye Wynneová                                                                          | 20                                                                                   | 1936–1952 (6 dvouhra, 10 ženská čtyřhra, 4 mix)                                             |
| Nejvíce titulů celkově mezi ženami (dvouhra, čtyřhra, mix) | od 1969                                                                                  | Martina Navrátilová                                                                      | 12                                                                                   | 1980–2003 (3 dvouhra, 8 ženská čtyřhra, 1 mix)                                              |

| Nejmladší vítězové          | mužská dvouhra         | Ken Rosewall                    | v 18 letech a 2 měsících (1953)               | v 18 letech a 2 měsících (1953)  | v 18 letech a 2 měsících (1953)  | v 18 letech a 2 měsících (1953)  |
| Nejmladší vítězové          | mužská čtyřhra         | Lew Hoad                        | v 18 letech a 2 měsících (1953)               | v 18 letech a 2 měsících (1953)  | v 18 letech a 2 měsících (1953)  | v 18 letech a 2 měsících (1953)  |
| Nejmladší vítězové          | ženská dvouhra         | Martina Hingisová               | v 16 letech a 4 měsících (1997)               | v 16 letech a 4 měsících (1997)  | v 16 letech a 4 měsících (1997)  | v 16 letech a 4 měsících (1997)  |
| Nejmladší vítězové          | ženská čtyřhra         | Mirjana Lučićová                | v 15 letech a 10 měsících (1998)              | v 15 letech a 10 měsících (1998) | v 15 letech a 10 měsících (1998) | v 15 letech a 10 měsících (1998) |
| Nejstarší vítězové          | mužská dvouhra         | Ken Rosewall                    | v 37 letech a 8 měsících (1972)               | v 37 letech a 8 měsících (1972)  | v 37 letech a 8 měsících (1972)  | v 37 letech a 8 měsících (1972)  |
| Nejstarší vítězové          | mužská čtyřhra         | Norman Brookes                  | ve 46 letech a 2 měsících (1924)              | ve 46 letech a 2 měsících (1924) | ve 46 letech a 2 měsících (1924) | ve 46 letech a 2 měsících (1924) |
| Nejstarší vítězové          | ženská dvouhra         | Thelma Coyne Longová            | v 35 letech a 8 měsících (1954)               | v 35 letech a 8 měsících (1954)  | v 35 letech a 8 měsících (1954)  | v 35 letech a 8 měsících (1954)  |
| Nejstarší vítězové          | ženská čtyřhra         | Thelma Coyne Longová            | v 39 letech a 3 měsících (1958)               | v 39 letech a 3 měsících (1958)  | v 39 letech a 3 měsících (1958)  | v 39 letech a 3 měsících (1958)  |
| Nejstarší vítězové          | smíšená čtyřhra (muži) | Horace Rice                     | v 52 letech (1923)                            | v 52 letech (1923)               | v 52 letech (1923)               | v 52 letech (1923)               |
| Nejstarší vítězové          | smíšená čtyřhra (ženy) | Martina Navrátilová             | ve 46 letech a 3 měsících (2003)              | ve 46 letech a 3 měsících (2003) | ve 46 letech a 3 měsících (2003) | ve 46 letech a 3 měsících (2003) |
| Nejdelší zápas              | bez rozdílu            | Novak Djoković Rafael Nadal     | 5 hodin a 53 minut finále mužské dvouhry 2012 |                                  |                                  |                                  |
| Nejpozdněji rozehraný zápas | bez rozdílu            | Grigor Dimitrov Richard Gasquet | ve 23.58 hodin 3. kolo mužské dvouhry 2017    |                                  |                                  |                                  |

### Přehled singlových titulů v otevřené éře

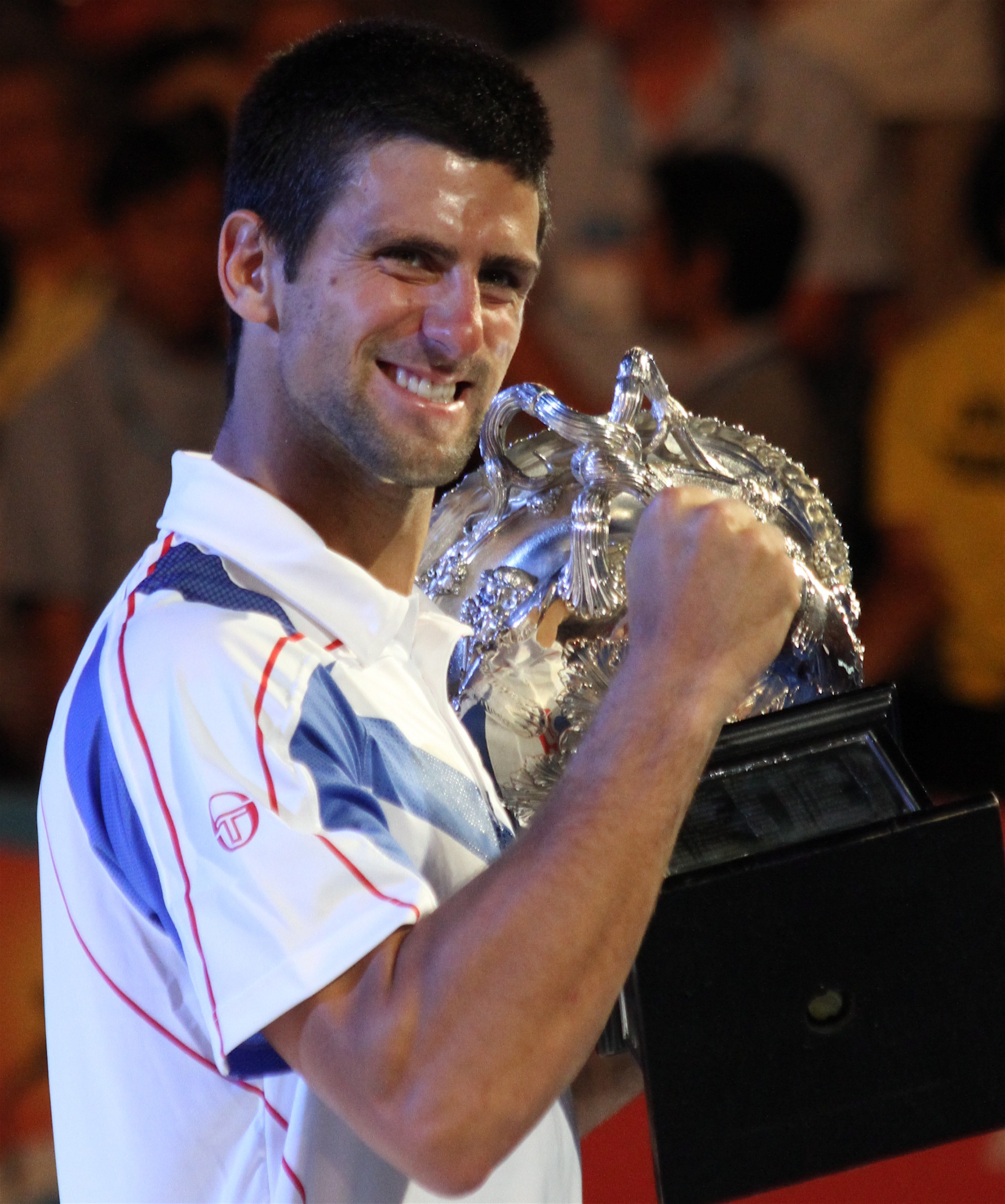
Novak Djoković je držitelem rekordních deseti trofejí mužů

| Mužská dvouhra      | Mužská dvouhra   | Mužská dvouhra | Mužská dvouhra                                             |
| Tenista             | stát             | titulů         | roky                                                       |
| ------------------- | ---------------- | -------------- | ---------------------------------------------------------- |
| Novak Djoković      | Srbsko           | 10             | 2008, 2011, 2012, 2013, 2015, 2016, 2019, 2020, 2021, 2023 |
| Roger Federer       | Švýcarsko        | 6              | 2004, 2006, 2007, 2010, 2017, 2018                         |
| Andre Agassi        | Spojené státy    | 4              | 1995, 2000, 2001, 2003                                     |
| Mats Wilander       | Švédsko          | 3              | 1983, 1984, 1988                                           |
| Ženská dvouhra      |                  |                |                                                            |
| Tenistka            | stát             | titulů         | roky                                                       |
| Serena Williamsová  | Spojené státy    | 7              | 2003, 2005, 2007, 2009, 2010, 2015, 2017                   |
| Evonne Goolagongová | Austrálie        | 4              | 1974, 1975, 1976, 1977                                     |
| Margaret Courtová   | Austrálie        | 4              | 1969, 1970, 1971, 1973                                     |
| Monika Selešová     | Jugoslávie / USA | 4              | 1991, 1992, 1993, 1996                                     |
| Steffi Grafová      | Německo          | 4              | 1988, 1989, 1990, 1994                                     |
| Martina Navrátilová | Spojené státy    | 3              | 1981, 1983, 1985                                           |
| Martina Hingisová   | Švýcarsko        | 3              | 1997, 1998, 1999                                           |

## Československá a česká stopa

Česká tenistka Iveta Benešová, 2011

Československé finále mužské dvouhry se v Melbourne Parku uskutečnilo v roce 1989, kdy Ivan Lendl porazil Miloše Mečíře 6–2, 6–2, 6–2. Petr Korda vyhrál v roce 1996 mužskou čtyřhru se Švédem Edbergem a poté roku 1998 triumfoval také ve dvouhře.
Hana Mandlíková získala dva singlové tituly, když ve finále roku 1980 zdolala Australanku Wendy Turnbullovou a o sedm let později také Martinu Navrátilovou. Jana Novotná si připsala celkem tři trofeje (1995 – ženská čtyřhra; 1988, 1989 – smíšená čtyřhra) a Helena Suková dvě vítězství (1990, 1992 – ženská čtyřhra).
Radek Štěpánek triumfoval s Indem Paesem v mužské čtyřhře roku 2012. Lucie Šafářová ovládla ženskou čtyřhru v letech 2015 a 2017 v páru s Američankou Bethanií Mattekovou-Sandsovou. Barbora Krejčíková s Kateřinou Siniakovou získaly deblové tituly v letech 2022 a 2023. Siniaková přidala třetí výhru s Townsendovou v ročníku 2025. Ve smíšené soutěži vybojovala Barbora Krejčíková tři trofeje za sebou v letech 2019, 2020 a 2021, čímž se stala první ženou od Margaret Courtové z let 1963–1965, které se tento výkon podařil..
| Rok             | vítěz                                              | finalista                               | výsledek                |
| Mužská dvouhra  | Mužská dvouhra                                     | Mužská dvouhra                          | Mužská dvouhra          |
| --------------- | -------------------------------------------------- | --------------------------------------- | ----------------------- |
| 1983            | Mats Wilander                                      | Ivan Lendl                              | 6–1, 6–4, 6–4           |
| 1989            | Ivan Lendl                                         | Miloslav Mečíř                          | 6–2, 6–2, 6–2           |
| 1990            | Ivan Lendl                                         | Stefan Edberg                           | 4–6, 7–6, 5–2           |
| 1991            | Boris Becker                                       | Ivan Lendl                              | 1–6, 6–4, 6–4, 6–4      |
| 1998            | Petr Korda                                         | Marcelo Ríos                            | 6–2, 6–2, 6–2           |
| Ženská dvouhra  |                                                    |                                         |                         |
| 1976            | Evonne Goolagongová                                | Renáta Tomanová                         | 6–2, 6–2                |
| 1980            | Hana Mandlíková                                    | Wendy Turnbullová                       | 6–0, 7–5                |
| 1984            | Chris Evertová                                     | Helena Suková                           | 6–7, 6–1, 6–3           |
| 1987            | Hana Mandlíková                                    | Martina Navrátilová                     | 7–5, 7–6(7–1)           |
| 1989            | Steffi Grafová                                     | Helena Suková                           | 6–4, 6–4                |
| 1991            | Monika Selešová                                    | Jana Novotná                            | 5–7, 6–3, 6–1           |
| 2019            | Naomi Ósakaová                                     | Petra Kvitová                           | 7–6(7–2), 5–7, 6–4      |
| Mužská čtyřhra  |                                                    |                                         |                         |
| 1996            | Stefan Edberg Petr Korda                           | Sébastien Lareau Alex O'Brien           | 7–5, 7–5, 4–6, 6–1      |
| 2006            | Mike Bryan Bob Bryan                               | Martin Damm Leander Paes                | 4–6, 6–3, 6–4           |
| 2012            | Leander Paes Radek Štěpánek                        | Mike Bryan Bob Bryan                    | 7–6(7–1), 6–2           |
| 2016            | Jamie Murray Bruno Soares                          | Daniel Nestor Radek Štěpánek            | 2–6, 6–4, 7–5           |
| Ženská čtyřhra  |                                                    |                                         |                         |
| 1976            | Evonne Goolagong Cawleyová Helen Gourlay Cawleyová | Lesley Turner Bowreyová Renáta Tomanová | 8–1                     |
| 1978            | Betsy Nagelsenová Renáta Tomanová                  | Naoko Satóová Pam Whytcrossová          | 7–5, 6–2                |
| 1984            | Martina Navrátilová Pam Shriverová                 | Claudia Kohde-Kilschová Helena Suková   | 6–3, 6–4                |
| 1985            | Martina Navrátilová Pam Shriverová                 | Claudia Kohde-Kilschová Helena Suková   | 6–3, 6–4                |
| 1990            | Jana Novotná Helena Suková                         | Patty Fendicková Mary Joe Fernandezová  | 7–6(7–5), 7–6(8–6)      |
| 1991            | Patty Fendicková Mary Joe Fernandezová             | Gigi Fernándezová Jana Novotná          | 7–6(7–4), 6–1           |
| 1992            | Arantxa Sánchez Vicariová Helena Suková            | Mary Joe Fernandezová Zina Garrisonová  | 6–4, 7–6(7–3)           |
| 1995            | Jana Novotná Arantxa Sánchez Vicariová             | Gigi Fernándezová Nataša Zverevová      | 6–3, 6–7(7–9), 6–4      |
| 2015            | Bethanie Mattek-Sandsová Lucie Šafářová            | Čan Jung-žan Čeng Ťie                   | 6–4, 7–6(7–5)           |
| 2016            | Martina Hingisová Sania Mirzaová                   | Andrea Hlaváčková Lucie Hradecká        | 7–6(7–1), 6–3           |
| 2017            | Bethanie Mattek-Sandsová Lucie Šafářová            | Andrea Hlaváčková Pcheng Šuaj           | 6–7(4–7), 6–3, 6–3      |
| 2020            | Tímea Babosová Kristina Mladenovicová              | Sie Šu-wej Barbora Strýcová             | 6–2, 6–1                |
| 2021            | Elise Mertensová Aryna Sabalenková                 | Barbora Krejčíková Kateřina Siniaková   | 6–2, 6–3                |
| 2022            | Barbora Krejčíková Kateřina Siniaková              | Anna Danilinová Beatriz Haddad Maiová   | 6–7(3–7), 6–4, 6–4      |
| 2023            | Barbora Krejčíková Kateřina Siniaková              | Šúko Aojamová Ena Šibaharaová           | 6–4, 6–3                |
| 2025            | Kateřina Siniaková Taylor Townsendová              | Sie Šu-wej Jeļena Ostapenková           | 6–2, 6–7(4–7), 6–3      |
| Smíšená čtyřhra |                                                    |                                         |                         |
| 1988            | Jana Novotná Jim Pugh                              | Martina Navrátilová Tim Gullikson       | 5–7, 6–2, 6–4           |
| 1989            | Jana Novotná Jim Pugh                              | Zina Garrisonová Sherwood Stewart       | 6–3, 6–4                |
| 1994            | Larisa Savčenko Neilandová Andrej Olchovskij       | Helena Suková Todd Woodbridge           | 7–5, 6–7(7–9), 6–2      |
| 1995            | Nataša Zverevová Rick Leach                        | Gigi Fernándezová Cyril Suk             | 7–6(7–4), 6–7(3–7), 6–4 |
| 1998            | Venus Williamsová Justin Gimelstob                 | Helena Suková Cyril Suk                 | 6–2, 6–1                |
| 2010            | Cara Blacková Leander Paes                         | Jekatěrina Makarovová Jaroslav Levinský | 7–5, 6–3                |
| 2013            | Jarmila Gajdošová Matthew Ebden                    | Lucie Hradecká František Čermák         | 6–3, 7–5                |
| 2019            | Barbora Krejčíková Rajeev Ram                      | Astra Sharmaová John-Patrick Smith      | 7–6(7–3), 6–1           |
| 2020            | Barbora Krejčíková Nikola Mektić                   | Bethanie Mattek-Sandsová Jamie Murray   | 5–7, 6–4, [10–1]        |
| 2021            | Barbora Krejčíková Rajeev Ram                      | Samantha Stosurová Matthew Ebden        | 6–1, 6–4                |